# Sarcanthopsis
Sarcanthopsis là một chi thực vật có hoa trong họ, Orchidaceae.